# Anastoechus vlasovi
Anastoechus vlasovi är en tvåvingeart som beskrevs av Paramonov 1930. Anastoechus vlasovi ingår i släktet Anastoechus och familjen svävflugor. Inga underarter finns listade i Catalogue of Life.